# Bolechowice (Święty Krzyż)
Bolechowice is een plaats in het Poolse district  Kielecki, woiwodschap Święty Krzyż. De plaats maakt deel uit van de gemeente Sitkówka-Nowiny en telt 545 inwoners.